# Johny Grün
Johny Grün (ur. 19 czerwca 1897 w Luksemburgu, zm. 1940) – luksemburski sztangista. Uczestniczył w Letnich Igrzyskach Olimpijskich w 1920 roku oraz w 1924 roku. W pierwszej rywalizacji w kategorii do 67,5 kg zajął 8. miejsce. Cztery lata później w Paryżu w kategorii wagi lekkiej zajął 18. miejsce.